# العلاقات الأيرلندية اللوكسمبورغية
العلاقات الأيرلندية اللوكسمبورغية هي العلاقات الثنائية التي تجمع بين جمهورية أيرلندا ولوكسمبورغ.

## مقارنة بين البلدين
هذه مقارنة عامة ومرجعية للدولتين:
| وجه المقارنة                                              | جمهورية أيرلندا                                       | لوكسمبورغ                                                     |
| --------------------------------------------------------- | ----------------------------------------------------- | ------------------------------------------------------------- |
| المساحة (كم2)                                             | 70.27 ألف                                             | 2.59 ألف                                                      |
| عدد السكان (نسمة)                                         | 4.76 مليون                                            | 599.45 ألف                                                    |
| الكثافة السكانية (ن./كم²)                                 | 67.74                                                 | 231.45                                                        |
| العاصمة                                                   | دبلن                                                  | لوكسمبورغ                                                     |
| اللغة الرسمية                                             | اللغة الأيرلندية، لغة إنجليزية، الإنجليزية الأيرلندية | اللغة اللوكسمبورغية، لغة فرنسية، اللغة الألمانية              |
| العملة                                                    | جنيه أيرلندي، يورو، عملات اليورو الأيرلندية           | يورو، فرنك لوكسمبورغ                                          |
| الناتج المحلي الإجمالي (بليون دولار)                      | 333.73 مليار                                          | 62.40 مليار                                                   |
| الناتج المحلي الإجمالي (تعادل القوة الشرائية) بليون دولار | 318.16 مليار                                          | 58.13 مليار                                                   |
| الناتج المحلي الإجمالي الاسمي للفرد دولار أمريكي          | 61.13 ألف                                             | 101.45 ألف                                                    |
| الناتج المحلي الإجمالي للفرد دولار أمريكي                 |                                                       | 101.93 ألف                                                    |
| مؤشر التنمية البشرية                                      | 0.916                                                 | 0.892                                                         |
| رمز المكالمات الدولي                                      | +353                                                  | +352                                                          |
| رمز الإنترنت                                              | .ie                                                   | .lu                                                           |
| المنطقة الزمنية                                           | 00، ت ع م+01:00، أوروبا/دبلن ‏                         | توقيت وسط أوروبا، ت ع م+01:00، ت ع م+02:00، أوروبا/لوكسمبورج ‏ |

## مدن متوأمة
في ما يلي قائمة باتفاقيات التوأمة بين مدن أيرلندية ولوكسمبورغية:
- ترتبط بوندوران مع Niederanven [الإنجليزية]‏ باتفاقية توأمة.

## منظمات دولية مشتركة
يشترك البلدان في عضوية مجموعة من المنظمات الدولية، منها:
| علم المنظمة | اسم المنظمة                               | تاريخ انضمام جمهورية أيرلندا | تاريخ انضمام لوكسمبورغ |
| ----------- | ----------------------------------------- | ---------------------------- | ---------------------- |
|             | وكالة الفضاء الأوروبية                    | ?                            | ?                      |
|             | بنك التنمية الآسيوي                       | 2006                         | 2003                   |
|             | الاتحاد الأوروبي                          | 1973                         | 25 مارس 1957           |
|             | وكالة ضمان الاستثمار متعدد الأطراف        | 27 أكتوبر 1989               | 29 أغسطس 1991          |
|             | منظمة التعاون الاقتصادي والتنمية          | ?                            | ?                      |
|             | الأمم المتحدة                             | 14 ديسمبر 1955               | 24 أكتوبر 1945         |
|             | الوكالة الدولية للطاقة                    | ?                            | ?                      |
|             | الفريق المعني برصد الأرض                  | ?                            | ?                      |
|             | منظمة حظر الأسلحة الكيميائية              | ?                            | ?                      |
|             | منظمة التجارة العالمية                    | ?                            | ?                      |
|             | منظمة الشرطة الجنائية الدولية             | ?                            | ?                      |
|             | منظمة الأمن والتعاون في أوروبا            | 25 يونيو 1973                | 25 يونيو 1973          |
|             | مؤسسة التنمية الدولية                     | 22 ديسمبر 1960               | 4 يونيو 1964           |
|             | نظام تحكم تكنولوجيا القذائف               | 1992                         | 1990                   |
|             | يونسكو                                    | 3 أكتوبر 1961                | 27 أكتوبر 1947         |
|             | مجلس أوروبا                               | ?                            | ?                      |
|             | الاتحاد البريدي العالمي                   | ?                            | ?                      |
|             | البنك الدولي للإنشاء والتعمير             | 8 أغسطس 1957                 | 27 ديسمبر 1945         |
|             | الاتحاد الدولي للاتصالات                  | 8 ديسمبر 1923                | 2 مارس 1866            |
|             | مؤسسة التمويل الدولية                     | 11 سبتمبر 1958               | 4 أكتوبر 1956          |
|             | المنظمة الأوروبية لسلامة الملاحة الجوية   | 1965                         | 1960                   |
|             | المركز الدولي لتسوية المنازعات الاستشارية | 7 مايو 1981                  | 29 أغسطس 1970          |
|             | مجموعة أستراليا                           | 1985                         | 1985                   |
|             | مجموعة الموردين النوويين                  | ?                            | ?                      |

## وصلات خارجية
- موقع وزارة الخارجية الأيرلندية
- موقع وزارة الخارجية اللوكسمبورغية